# International Congress on the Archaeology of the Ancient Near East
L'International Congress on the Archaeology of the Ancient Near East è un congresso biennale di archeologia orientale.
La sua prima edizione si è svolta a Roma nel 1998. Il suo comitato organizzatore è composto da Manfred Bietak, Barthel Hrouda, Jean Claude Margueron, Wendy Matthews, Paolo Matthiae, Diederik Meijer, Ingolf Thuesen e Irene J. Winter.

## Edizioni
1. Italia, Roma: 18-23 maggio 1998
2. Danimarca, Copenaghen: 20-25 maggio 2000
3. Francia, Parigi: 15-19 aprile 2002
4. Germania, Berlino: 29 marzo - 3 aprile 2004
5. Spagna, Madrid: 3-8 aprile 2006
6. Italia, Roma: 5-10 maggio 2008
7. Regno Unito, Londra: 12-16 aprile 2010
8. Polonia, Varsavia: 30 aprile - 4 maggio 2012